# Tauț

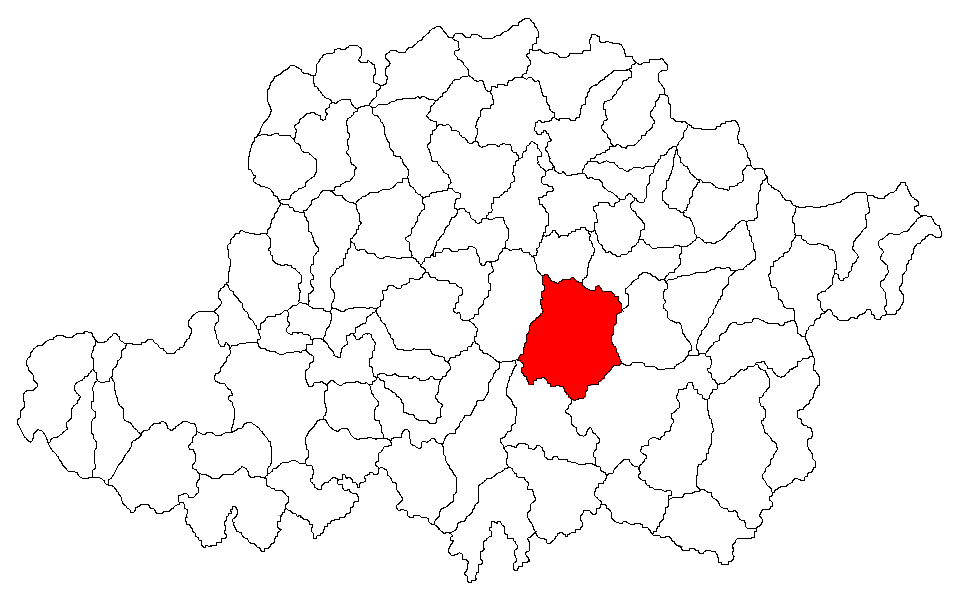
Lage der Gemeinde Tauț im Kreis Arad

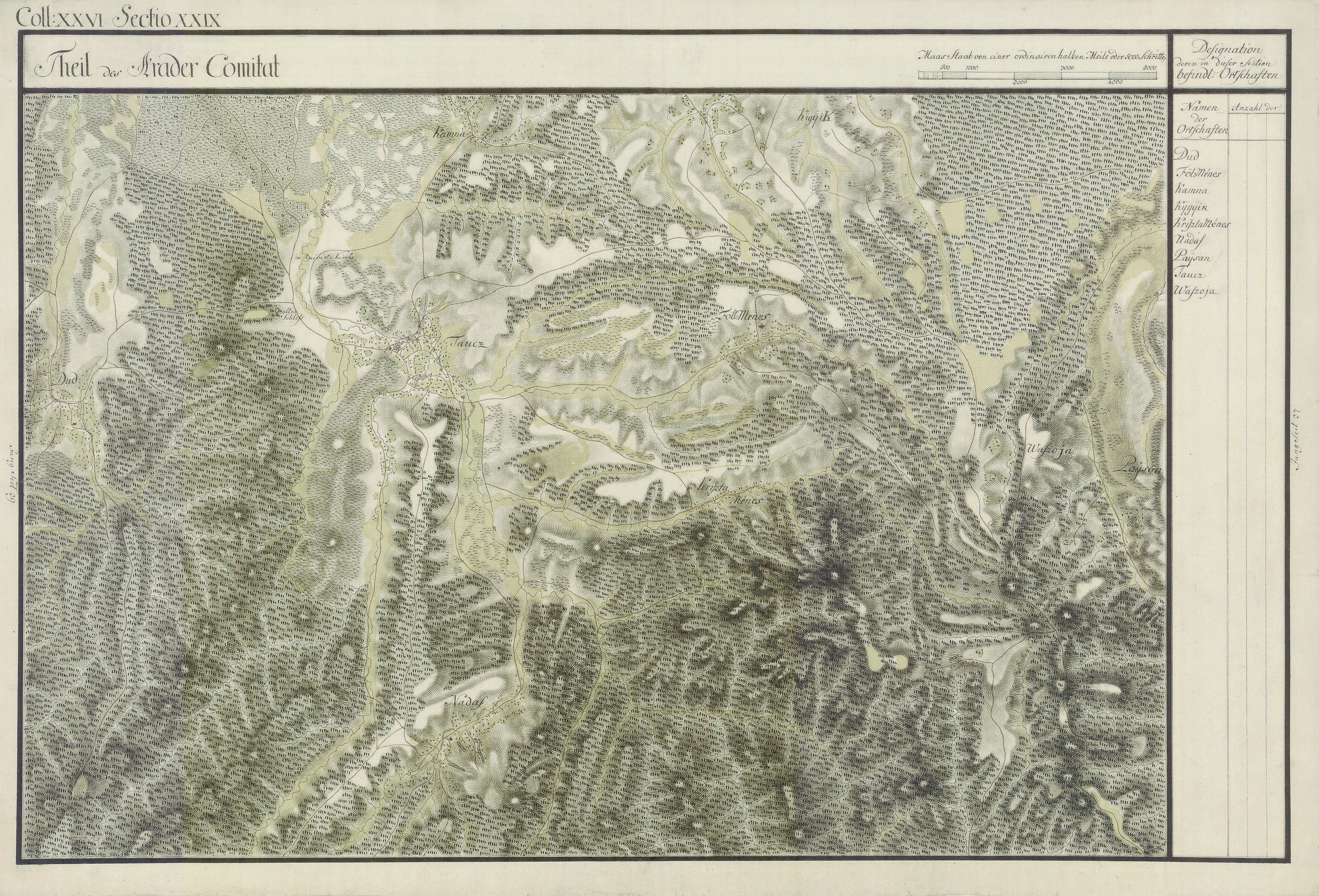
Tauț (Taucz) auf der Josephinischen Landaufnahme von 1782–1785.

Tauț (deutsch Tautz, ungarisch Feltót oder Taucz) ist eine Gemeinde im Kreis Arad, im Kreischgebiet, im Westen Rumäniens. Zu der Gemeinde Tauț gehören auch die Dörfer Minișel, Minișu de Sus und Nadăș.

## Geografische Lage
Tauț liegt am Fuße des Zărand-Gebirges, in 55 km Entfernung von der Kreishauptstadt Arad.

## Nachbarorte
| Măderat | Șilindia                                    | Camna         |
| Târnova | Kompassrose, die auf Nachbargemeinden zeigt | Minișu de Sus |
| Drauț   | Nadăș                                       | Minișel       |

## Geschichte
Die erste urkundliche Erwähnung von Feltoth stammt aus dem Jahr 1496.
Nach dem Frieden von Karlowitz (1699) kam Arad und das Maroscher Land unter österreichische Herrschaft, während das Banat südlich der Marosch bis zum Frieden von Passarowitz (1718) unter Türkenherrschaft verblieb. Auf der Josephinischen Landaufnahme ist Taucz eingetragen.
Infolge des Österreichisch-Ungarischen Ausgleichs (1867) wurde das Arader Land, wie das gesamte Banat und Siebenbürgen, dem Königreich Ungarn innerhalb der Doppelmonarchie Österreich-Ungarn angegliedert. Die amtliche Ortsbezeichnung war Feltót.
Der Vertrag von Trianon am 4. Juni 1920 hatte die Grenzregulierung zur Folge, wodurch Tauț an das Königreich Rumänien fiel.
Anhand von archäologischen Ausgrabungen, die 1999 begannen, wurden die Überreste einer mittelalterlichen Festung freigelegt.
Die heutige Form erhielt das Dorf infolge der Systematisierung zur Zeit der Habsburgermonarchie. Die Ausgrabungen legten einen Gebäudekomplex rund um eine mittelalterliche Kirche frei. Die Kirche wurde im Laufe der Jahrhunderte mehrmals umgebaut. Ursprünglich handelte es sich um eine Kirche im romanischen Stil, die dann in einen gotischen Stil umgebaut wurde. Die Festung ist eine bedeutende touristische Attraktion, ebenso der Stausee von Tauț. Dank umfangreicher Investitionen in den Bau von Ferienhäusern entstand am See ein ganzes Feriendorf.

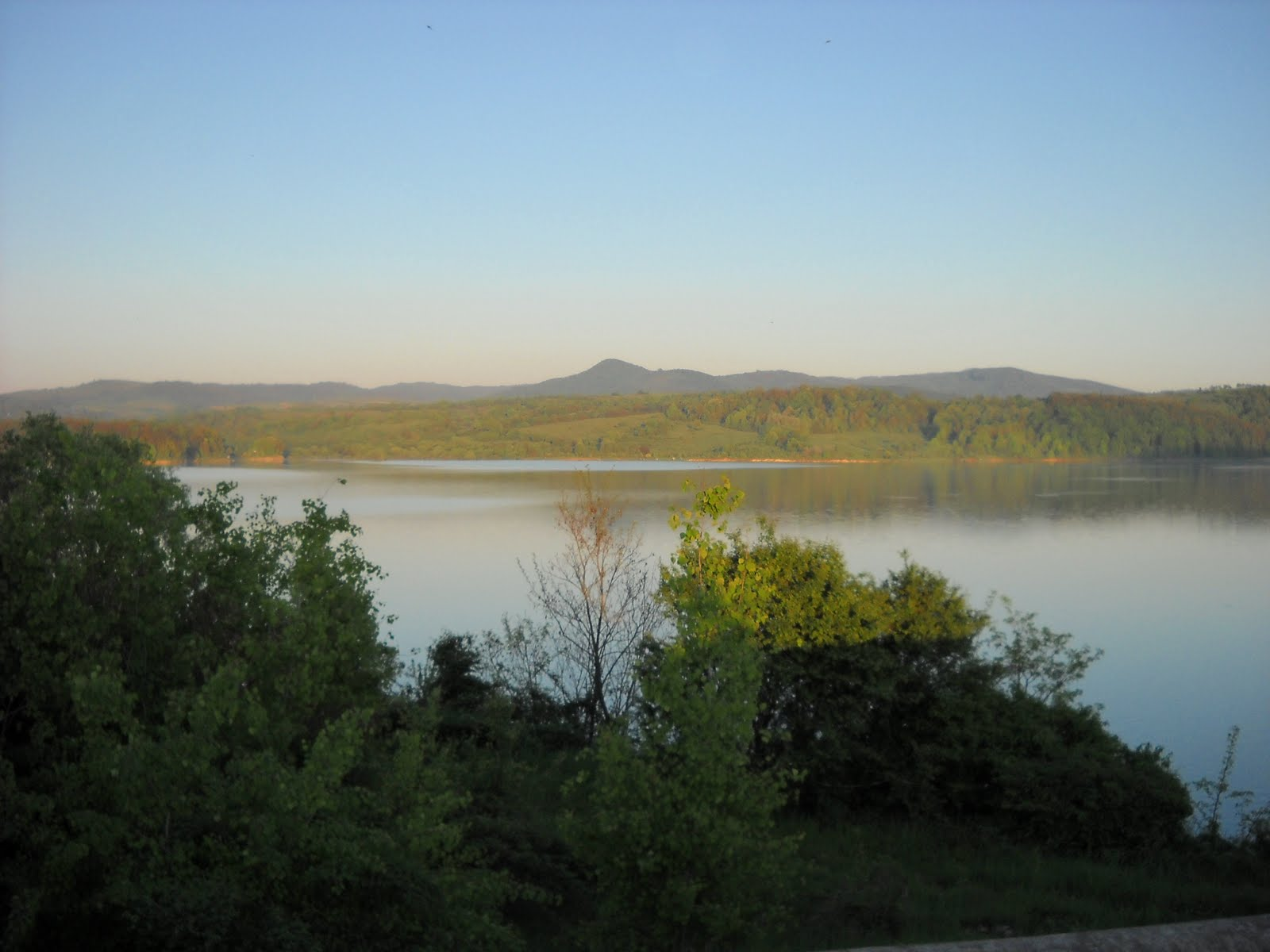
Stausee Tauț
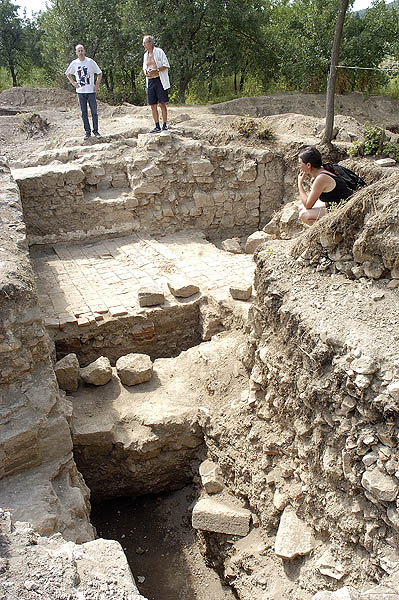
Ausgrabungsstätte Tauț

## Bevölkerungsentwicklung
| 1880 | 5742 | 5605 | 72  | 46 | 19 |
| 1910 | 7581 | 7190 | 353 | 28 | 10 |
| 1930 | 6848 | 6667 | 91  | 14 | 76 |
| 1977 | 3770 | 3721 | 9   | -  | 40 |
| 1992 | 2489 | 2465 | 5   | -  | 19 |
| 2002 | 2177 | 2149 | 5   | -  | 23 |
| 2021 | 1498 | 1399 | 6   | 2  | 91 |

## Persönlichkeiten
- Adolf Weisse, eigentlich Adolf Weiß (* 1855 in Tauț; † 1933 in Wien), Theaterschauspieler, Intendant und Stummfilmschauspieler

## Sehenswürdigkeiten
- Die Ruinen einer mittelalterlichen Burg, etwa zwischen dem 13. und 15. Jahrhundert errichtet, stehen unter Denkmalschutz.[5]